# Limeyrat
 Limeyrat  (en occitano Limeirac) es una población y comuna francesa, situada en la región de Aquitania, departamento de Dordoña, en el distrito de Périgueux y cantón de Thenon.

## Demografía
| 371 | 343 | 394 | 408 | 427 | 436 |
| Para los censos de 1962 a 1999 la población legal corresponde a la población sin duplicidades (Fuente: INSEE [Consultar]) |     |     |     |     |     |